# Eucharassus bicolor
Eucharassus bicolor là một loài bọ cánh cứng trong họ Cerambycidae.